# Lambda Serpentis
Lambda Serpentis (λ Ser / 27 Serpentis / HD 141004 / GJ 598) és un estel de magnitud aparent +4,43 que forma part de la constel·lació del Serpent. S'hi troba al centre de Serpens Caput —el cap de la serp—, a poc més de 1º d'Unukalhai (α Serpentis). Hi és a 38,3 anys llum de distància del sistema solar.
Lambda Serpentis és una nana groga de tipus espectral G0V les característiques físiques de la qual permeten definir-la com un anàleg solar. Té una temperatura efectiva de 5877 K i una lluminositat el doble de la lluminositat solar. El seu diàmetre és més gran que el del Sol, entre el 33% i el 39% major, i la seva massa s'estima en 1,08 masses solars. Així mateix, presenta una metal·licitat comparable a la del Sol; les abundàncies relatives de diversos elements químics —ferro, sodi, calci o magnesi, entre d'altres— són pràcticament iguals a les del Sol.
Lambda Serpentis sembla tenir una edat de 5600 milions d'anys, i és uns 1000 milions d'anys més antiga que el Sol. La seva edat estimada mitjançant girocronologia —basada en el seu període de rotació de 25,8 dies— és també molt semblant, aproximadament 5570 milions d'anys. No s'ha detectat la presència d'un camp magnètic en la seva superfície.
Els estels coneguts més propers a Lambda Serpentis són γ Serpentis i Gliese 585, respectivament a 6 i 8 anys llum de distància.